# Helkijn
Helkijn (Helchin, em francês) é uma vila belga pertencente ao município de Spiere-Helkijn, província de Flandres Ocidental. Em 2006, tinha 867 habitantes e 4,79 kmª.

Localização de Helkijn no município de Spiere-Helkijn e na Bélgica.

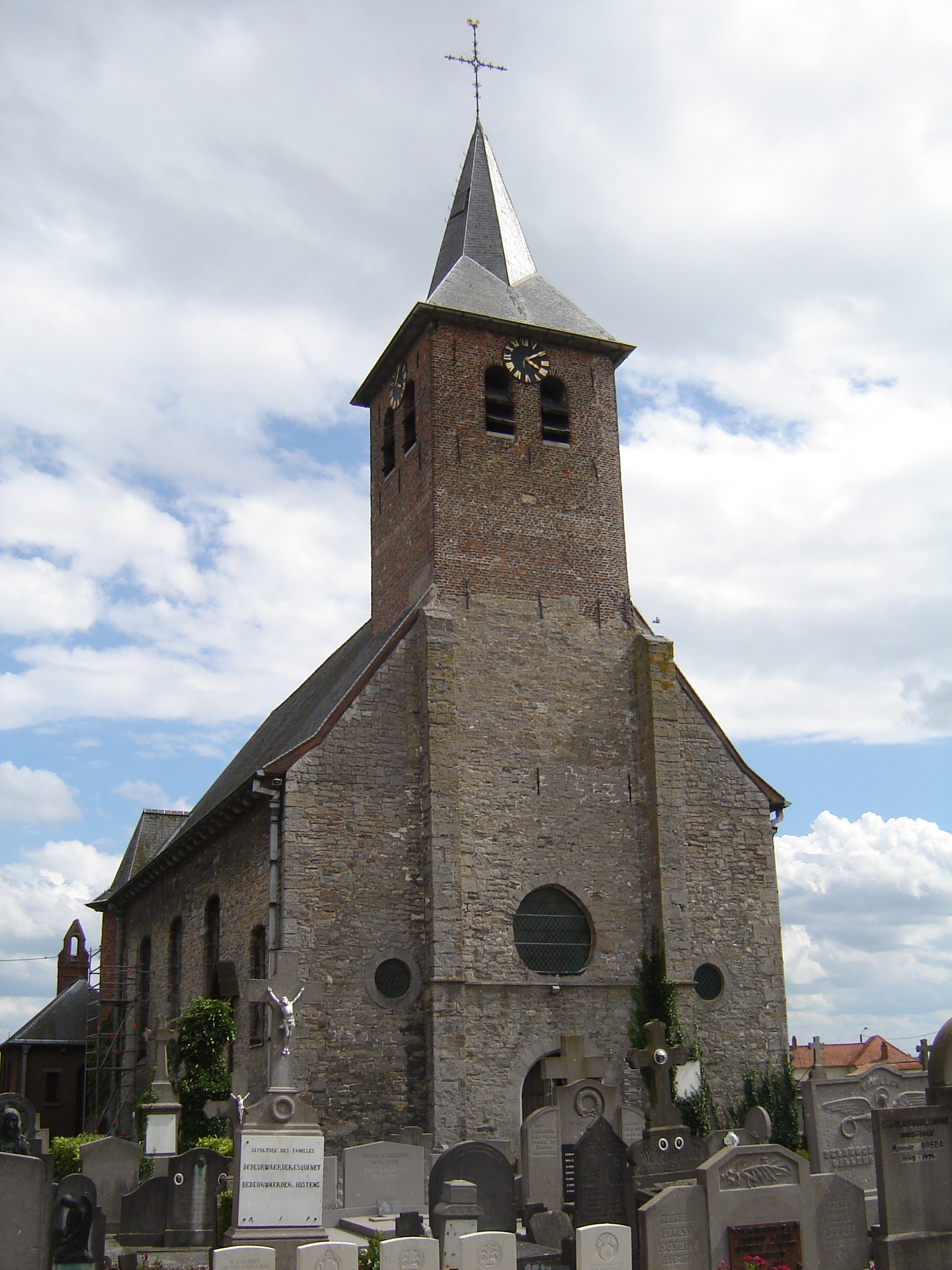
Igreja de Sint-Jan-de-Doper.